# انویگادو
انویگادو (به اسپانیایی: Envigado) یک شهر در کلمبیا است که در شهرستان انتیوکیا واقع شده‌است.

## خصوصیات
انویگادو ۷۸٫۷۸ کیلومترمربع مساحت و ۱۹۹٬۲۷۶ نفر جمعیت دارد و ۱٬۶۷۵ متر بالاتر از سطح دریا واقع شده‌است.